# Meriania tetramera
Meriania tetramera är en tvåhjärtbladig växtart som beskrevs av John Julius Wurdack. Meriania tetramera ingår i släktet Meriania och familjen Melastomataceae. Inga underarter finns listade i Catalogue of Life.